# Барс, Джозеф
Джо́зеф Барсс (Joseph Barss; 1776—1824) — самый успешный капер на атлантическом побережье Северной Америки во время Англо-американской войны. Под его командованием находилась шхуна Liverpool Packet.

## Биография
Второй из четырнадцати детей в семье. В море с 14 лет, начинал под командованием своего отца в качестве члена команды по ловле лосося на побережье Лабрадора. К 1797 году стал капитаном на одном из судов своего отца. В 1798 году стал вторым лейтенантом на борту большого Капера Чарльза Мэри Уэнтуорта.
Занимался прибрежной торговлей.
Женился на Оливии Девульф дочери Елисея Девульфа, видном жителе Хортона. Супруги поселились в Ливерпуле, после Барс продолжил заниматься прибрежной торговлей.
В 1817 купил ферму неподалёку от Кентвилла, там он прожил вместе со своей женой и девятью детьми до конца своих дней, умер в 48 лет.